# コント赤信号
コント赤信号（コントあかしんごう）は、3人からなるコントグループ。略称は赤信号。

## メンバー
- 渡辺 正行（わたなべ まさゆき、1956年〈昭和31年〉1月24日 - ）（69歳）ボケ担当
- ラサール 石井（ラサール いしい、1955年〈昭和30年〉10月19日 - ）（69歳）ツッコミ担当
- 小宮 孝泰（こみや たかやす、1956年〈昭和31年〉3月11日 - ）（69歳）ボケ担当

## 概要
明治大学の落語研究会の同期だった渡辺と小宮がお遊びでコントをやっていたところに、2人とともにテアトル・エコー研修生だった石井が加わり、3人で1977年10月からコント活動を始める。国立音楽大学の学園祭の司会とコントをしたときに、初めてコント赤信号を名乗る。グループ名は渡辺が命名した。
1978年にコント太平洋の紹介でストリップ『渋谷道頓堀劇場』へ赴いて杉兵助に弟子入り。1978年11月に正式なプロのコメディアンとなり、杉の書く幕間コントに出演して修業を積んだ。
コント赤信号の解散が決まっていたところに、『田端グループ』（ゆーとぴあ・ホープ一門）のホープの提案によりゆーとぴあのコント大会に参加することになり、それまでの杉兵助の書いたコントに替わり、解散前に1本だけのつもりで渡辺が書いた台本を元に3人で練り上げた暴走族コントを始める。渡辺をリーダーにして、スタイルに変更したコントは評判も良く、杉の進言により『花王名人劇場』（東阪企画・関西テレビ）で1980年にテレビデビュー。その後に出演したゆーとぴあのコント大会の前の1週間でホープからコントの基本を叩き込まれる。志生野温夫によると、『おはよう!サンデー』（日本テレビ）が初レギュラーとのこと。
1984年には「赤信号劇団」がコント赤信号オールメンバーにより旗揚げされる。初演演目『Magellan Blue（マゼランブルー）』（鴻上尚史作・演出）。
赤信号を有名にした暴走族コントは渡辺が設定を考案し、「福助の足袋」「丸井よ」のフレーズや偏差値ネタは渡辺が書いた台本が基本となっている。「兄貴!兄貴!」「待たせたな」等のギャグは、ホープが考案して赤信号に授けた。暴走族コントと双璧をなす代表作に、小宮の「サッサッ、ニーシキニーシキニーシキ」のフレーズが印象的な「ササニシキ」コントがある。
渋谷道頓堀劇場時代に澤田隆治プロデューサーから石井光三を紹介されて、石井光三オフィスに所属。リーダーの渡辺は円満独立（暖簾分け）している。
ネタ番組の減少のため赤信号3人による活動はほとんどなくなり、小宮も石井光三オフィスから移籍し、現在は主にピンで芸人・俳優・脚本家・演出家活動などしているが解散はしていない。近年では「伊東四朗一座」（伊東が出演しない場合は三宅裕司主催で「熱海五郎一座」となる）で3人が揃って出演する機会が多い。
3人別個にテレビドラマ『3年B組金八先生』にも出演した。特に石井は1999年放送の第5シリーズで、生徒に暴行され休職する教師という、物語上重要な役柄を演じた。渡辺と小宮も2007年放送の第8シリーズで保護者役（小宮は1999年放送の第5シリーズにおいても保護者役を演じている）を演じた。
2003年12月20日、石井と小宮がレギュラー出演していたアニメ映画『こちら葛飾区亀有公園前派出所 THE MOVIE2 UFO襲来! トルネード大作戦!!』に、渡辺がゲスト出演。声優として3人揃って久方ぶりに登場した。
2009年1月1日放送の『初詣!爆笑ヒットパレード』にて、約20年振りに3人揃ってのコントを披露した。2013年1月10日には、『笑点』の演芸コーナーにも出演し、コントを披露した。
『M-1グランプリ』では、毎年渡辺か石井が審査員を務めるのが慣例となっていた。2005年の第5回大会では両者が審査員を務めた。
2023年には約28年ぶりに赤信号劇団公演『誤餐(ごさん)』を開催。
2025年3月13日放送の『徹子の部屋』に揃って出演。番組内では1985年放送分で行ったコントも流れた。

## 出演

### テレビ
- ジョークドキュメントBBS放送局（中京テレビ）
- ぎんざホット寄席（TBS系）
- サタデーナイトショー（テレビ東京）
- はまなすの花が咲いたら 第15･16･18･21話 (1982年2月-3月、TBS)
- お笑いベストテン（テレビ東京）
- パリン子学園No.1（TBS）
- テレビほとんど冗談（テレビ東京）
- オレたちひょうきん族（フジテレビ系）※1982年10月9日から出演。
- おはよう!サンデー（日本テレビ系）
- 大爆笑!!年忘れ!お笑いグランプリ（1982年12月31日、TBSテレビ）
- クイズダービー「若手お笑い大会」（1983年4月9日、TBS）
- 笑ってポン!（TBS）
- スターどっきり(秘)報告 （1984年1月、フジテレビ）
- おもしろプレヌーン（1984年4月2日 - 1984年9月28日、テレビ東京系）
- 赤信号のにゅうす笑（1984年6月3日 - 1985年3月31日、日本テレビ）
- 流れ星佐吉 第18話「とんだ情けの大道中」（1984年7月31日、関西テレビ系）
- 笑っていいとも!（1985年2月27日、フジテレビ）- テレフォンショッキング
- 徹子の部屋（1985年3月28日、2023年3月13日、テレビ朝日）
- ミエと良子のおしゃべり泥棒（1985年9月14日、テレビ東京）
- アッコにおまかせ!（1986年2月23日、TBS）- 生トークゲスト
- うるとら7:00（日本テレビ系）
- さんまのまんま（1986年12月1日、関西テレビ）
- オシャレ30・30（1987年1月25日、日本テレビ系）
- 木曜ゴールデンドラマ「手枕さげて」(1987年6月4日、読売テレビ)
- 金曜おもしろバラエティ「赤信号 祝開店十周年」（1988年8月12日）- 結成10周年記念番組
- ドラマ23（TBS系）
  - 「コント赤信号の東京恋愛事情」
  - 「コント赤信号のゴールドラッシュ」
  - 「ピンク色のメイドさん」
- 関口宏の東京フレンドパークII（1999年10月11日、TBS）
- 電動アシスト自転車でどこまで行ける?人生充電の旅　還暦目前 コント赤信号が行く旧東海道小田原から箱根越え編（2014年8月5日、BS朝日） - 旅人
- ドリーム東西ネタ合戦（2015年1月1日、TBS）

### ラジオ
- MAZDA ミュージックタウン（文化放送）
- 伊藤政則のTOKYOベストヒット（1984年、ニッポン放送）

### 映画
- ねずみ小僧怪盗伝 (1984年)

### CM
- 佐藤食品工業（現・サトウ食品） サトウの切り餅・つきたてシングルパック（1980年代）
- ライオン スナックスープ（1984年）
- ダスキン（石井光三と共演、1987年）
- 社会保険庁（1987年）

## ディスコグラフィー

### シングル
| #                      | 発売日           | タイトル                          | B面                | 規格             | 規格品番         |
| ビクター音楽産業       | ビクター音楽産業 | ビクター音楽産業                  | ビクター音楽産業   | ビクター音楽産業 | ビクター音楽産業 |
| ---------------------- | ---------------- | --------------------------------- | ------------------ | ---------------- | ---------------- |
| 1st                    | 1981年           | 哀愁のジンマシン                  | 哀愁マドンナ       | EP               | KV-3015          |
| Kitty Records          |                  |                                   |                    |                  |                  |
| 2nd                    | 1983年2月1日     | 男は馬之助 (上田馬之助に捧げる時) | 愛のササニシキ     | EP               | 7DS-0031         |
| ディスコメイトレコード |                  |                                   |                    |                  |                  |
| 3rd                    | 1984年6月21日    | MARIKOの夏                        | Magellan Blue      | EP               | DSK-220          |
| 日本コロムビア         |                  |                                   |                    |                  |                  |
| 4th                    | 1985年10月1日    | 浪花の石井光三                    | サラリーマンマーチ | EP               | AH-667           |

### アルバム

#### オリジナルアルバム
|                | 発売日         | タイトル       | 規格           | 規格品番       |
| 日本コロムビア | 日本コロムビア | 日本コロムビア | 日本コロムビア | 日本コロムビア |
| -------------- | -------------- | -------------- | -------------- | -------------- |
| 1st            | 1985年9月21日  | いろもの       | LP             | AF-7374        |